# Відьми (фільм, 1967)
«Відьми» (італ. Le streghe, фр. Les sorcières) — італійсько-французький кіноальманах з п'яти новел, знятих режисерами Лукіно Вісконті, Мауро Болоньїні, П'єром Паоло Пазоліні, Франко Россі і Вітторіо Де Сіка. Прем'єра фільму відбулася 22 лютого 1967 року.

## Сюжет
П'ять короткометражних новел, що показують різних жінок і людей, яким доводиться пристосовуватися до них.

### Відьма, спалена живцем (італ.La strega bruciata viva)
Відома актриса переховується від громадськості на лижному курорті. Незабаром вона дізнається про свою вагітність.
- Режисер: Лукіно Вісконті
- Сценаристи: Джузеппе Патроні Гріффі, Чезаре Дзаваттіні

У ролях
- Сільвана Мангано — Глорія
- Анні Жирардо — Валерія
- Франсіско Рабаль — чоловік Валерії
- Массімо Джіротті — спортсмен
- Веронік Венделл — молода дівчина
- Ельза Альбані — пліткарка
- Клара Каламаї — колишня акторка
- Марілу Толо — офіціантка
- Нора Річчі — секретарка Глорії
- Діно Меле — офіціант
- Гельмут Бергер — юнак з готелю
- Бруно Філіппіні — співак
- Леслі Френч — промисловець

### Почуття громадянського обов'язку (італ.Senso civico)
Жінка, що поспішає у своїх справах, вимушена відвезти до лікарні пораненого чоловіка.
- Режисер: Мауро Болоньїні
- Сценаристи: Мауро Болоньїні, Агеноре Інкроччі, Фуріо Скарпеллі, Бернардіно Дзаппоні

У ролях
- Сільвана Мангано — жінка, що поспішає
- Альберто Сорді — Еліо Фероччі

### Земля, побачена з Місяця (італ.La Terra vista dalla Luna)
Батько і син шукають собі дружину і матір.
- Автор сценарію і режисер: П'єр Паоло Пазоліні

У ролях
- Сільвана Мангано — Ассурдіна Каї
- Тото — Ч'янчікато М'яо
- Нінетто Даволі — Бач'ю М'яо
- Лаура Бетті — туристка
- Луїджі Леоні — турист
- Маріо Кіпріані — священик (немає в титрах)

### Сицилійка (італ.La siciliana)
З одержимої пристрасті до жінки її прихильник вбиває декількох чоловік.
- Режисер: Франко Россі
- Сценаристи: Франко Россі, Роберто Джанвіті, Луїджі Маньї

У ролях
- Сільвана Мангано — Нунція

### Звичайнісінький вечір (італ.Una sera come le altre)
Щоб позбавитися від нудного чоловіка, жінка втікає у вигаданий світ.
- Режисер: Вітторіо Де Сіка
- Сценаристи: Фабіо Карпі, Чезаре Дзаваттіні, Енцо Муції
- Оператор: Джузеппе Ротунно
- Продюсер: Діно Де Лаурентіс
- Художники-постановники: Маріо Гарбулья, П'єро Полетто
- Композитори: Енніо Морріконе, П'єро Піччоні
- Художник по костюмах: П'єро Тосі

У ролях
- Сільвана Мангано — Джованна
- Клінт Іствуд — Карло
- Валентіно Маккі — чоловік на стадіоні
- Коріна Фонтейн
- Армандо Боттін
- Джанні Горі — Дияволик
- Паоло Гозліно — Мандрейк
- Франко Моруцці
- Анджело Санті — Флеш Гордон
- П'єтро Торрізі — Бетмен

## Цікаві факти
- У 1967 році Сільвана Мангано отримала за роль у фільмі кінопремію «Давид ді Донателло» найкращій актроці.
- За роль у фільмі продюсер Діно Де Лаурентіс запропонував Клінту Іствуду на вибір 25 000 доларів готівкою або 20 000 доларів і новітній автомобіль марки Ferrari. Актор вибрав друге.[1]